# The Untitled Rachel Berry Project
The Untitled Rachel Berry Project er den tyvende episode og sæsonfinale af den femte sæson af den amerikanske musikalske tv-serie Glee, og den 108. episode samlet. Skrevet af Matthew Hodgson og instrueret af seriens medskaber Brad Falchuk. Episoden blev sendt på Fox i USA den 13. maj 2014 og har den tilbagevenden specielle gæstetjerne Shirley MacLaine som den rige June Dolloway.

## Plot
Den regelmæssige mandag aftens middag finder sted i Rachel Berry (Lea Michele) og Kurt Hummels (Chris Colfer)  lejlighed, og Brittany Pierce (Heather Morris) dukker uventet op. Til hendes skuffelse, er Santana Lopez (Naya Rivera) der ikke, hun er i Iowa for at skyde en reklame. Lidt efter kommer det forventede besøgende: den berømte manuskriptforfatter Mary Halloran (Kristen Schaal), som er blevet sendt af kanalen, for at skabe en manuskript for Rachel som skal være stjerne i hendes egen tv-serie. De to af dem mødes senere, og Rachel er bliver overrasket af Marys ideer og idiosynkratisk adfærd.
Mercedes Jones (Amber Riley) starter en landsdækkende indkøbscenter koncertturné i New York; hendes pladeselskab har tilføjet Brittany som hendes stjernedanser, mens Santana skal slutte sig til dem i Reno. Hendes kæreste Sam Evans (Chord Overstreet) er valgt som den nye undertøjsmodel for en større annoncekampagne. Mercedes føler, at deres venner opfordrer dem til at afbryde deres forhold, da de føler at være hinanden trofast vil være uretfærdigt overfor Sam, der allerede kæmper med afholdenhed. På trods af den rådgivning, beslutter Mercedes og Sam at fortsætte som et par.
Blaine Anderson (Darren Criss) mødes med den velhavende June Dolloway (Shirley MacLaine) forud for deres NYADA begivenhed; han gør endnu et forsøg for at tilføje Kurt til begivenheden, og hun er utvetydig: hun vil droppe sin sponsorat, hvis han forsøger. Da Kurt kommer efter hun forlader ham, indrømmer Blaine, at Kurt faktisk ikke er i showet, men han havde håbet at overbevise June om, at optage ham. Kurt er rasende over, at Blaine igen har løjet for ham, og stormer ud. Blaine er ikke længere ivrige efter at deltage i begivenheden, da Kurt er ikke velkommen til at udføre i det, og Kurt har erkendt, at de altid vil gøre ondt hinanden, selv om de er sammen, og deres kærlighed er ægte, og opfordrer ham til skinne ved arrangementet.
Vennerne samles for at læse Marys manuskript: med undtagelse af Brittany, synes de, at det er forfærdeligt. Senere mødes Rachel med Maria og fortæller hende, at hovedpersonen ikke lyder som hende. Mary påpeger, at tv-seerne vil have antihelte, men Rachel reagerer ved at synge, og Mary, ukarakteristisk, bevæges og gøres glad ved forestillingen. Hun indvilliger i at omskrive manuskriptet, men advarer Rachel, at netværket aldrig vil lave en pilot fra det.
På Sams fotoshoot kysser fotografen kysser ham, og forsikrer ham at ingen vil få det at vide. Da han vender tilbage til lejligheden, bekender han sig til Mercedes at han har været, selv om det var kun den ene kys, og han brast i gråd. Mercedes indrømmer, at hun ikke er klar til sex, hvilket hun føler er uretfærdigt overfor Sam, så selv om de elsker hinanden, beslutter de i sidste ende, at afslutte deres forhold, som ikke desto mindre kunne genoptages, når Mercedes føler sig klar.
Ved NYADAs arrangement præsenterer June for Blaine er en stor succes, og han og June ende med en duet. Han kaldes tilbage til at synge en ekstranummer, og fortæller han publikum, at for at kende ham skal man også kende hans livs kærlighed, og spørger Kurt om han vil slutte sig til ham. June ser vred i det meste af sangen, men hun slutter sig til dansen i slutningen, og fortæller Blaine, at hun tog fejl.
De forsamlede venner læser Marys nye manuskript, og alle elsker den undtagen Brittany. En bus stopper uden for lejligheden med Sams annonce på, og selvom Artie Abrams (Kevin McHale) lykønsker ham, siger Sam er det slut: han rejser tilbage til Lima, hvor tingene er langsomme, og at de spredes for alle vinde. Den sidste sang viser dem at gøre netop det: Mercedes og Brittany tager på deres tour, Blaine flytter tilbage til Kurt og Rachel, Artie er optaget på filmskolen, og Sam ses tilbage på McKinley, kigge ind i computerrummet, der har taget over for koret. Da episoden slutter, får Rachel et opkald fra kanalen: de vil have hende til at filme piloten.

## Produktion
Produktion af episoden begyndte i midten af april, og omfattede en lørdag den 26. april 2014. Michele indspillede sin sidste sang af sæsonen, "Glitter in the Air"— hvilke medskabere Ryan Murphy og Brad Falchuk havde tilladt hende at vælge - den 16. april og filmet det den 29. april. Optagelserne til episoden og sæsonen sluttede den 2. maj 2014 elleve dage før episoden blev vist den 13. maj, som sæsonens finale.
Ifølge Murphy vil der blive vist en sjette og sidste sæson af showet. Chris Colfer, der spiller Kurt Hummel , sagde, at sæsonen "har en virkelig rar konklusion" og at "hver figur får en god afsked."
Special gæstestjerne Shirley MacLaine vender tilbage som June Dolloway. Andre tilbagevendende karakterer der forekommer i denne episode er bl.a. McKinley High Alumnae Mercedes Jones (Riley) og Brittany Pierce (Heather Morris). En figur, der ikke vises, er  Santana Lopez, som spilles af hovedrolleindehaver skuespiller Naya Rivera. Selvom hun oprindeligt var sat til at være i episoden, blev Santana senere skrevet ud.
Syv sange fra episoden bliver udgivet på en digital syv-track EP med titlen Glee: The Music, The Untitled Rachel Berry Project. Disse omfatter den oprindelige sang "Shakin 'My Head" sunget af Riley, John Legend's "All of Me" sunget af Criss, Duran Durans "Girls on Film" sunget af Overstreet og Beau Garrett, Pinks "Glitter in the Air" sunget af Michele, "No Time at All" fra Pippin udført af MacLaine og Criss,  Estelle's (feat. Kanye West) "American Boy" sunget af Criss og Colfer, og Bastille's "Pompeii" udført af Michele, Colfer, Overstreet, Riley, Criss, Morris, og Kevin McHale.

## Modtagelse
Episoden blev set af 1.870.000 amerikanske seere, og opnåede i aldersgruppen 18-49 en vurdering på 0,6 ud af 2. Dette markerer et fald i ratings fra den tidligere episode og et kraftigt fald fra den fjerde sæsons finale. Det står også som den svageste og laveste sete episode af serien til dato. Showet blev placeret femte i sin tidsinterval (med NCIS placeret først) og som nummer fjorten for aftenen Herunder DVR seertallet, nåede episoden en samlet rating på 1,2, lidt under den tidligere episode, der nåede en samlet rating (herunder DVR seertallet) på 1.3.

## Eksterne links
- The Untitled Rachel Berry Project på Internet Movie Database (engelsk)
- The Untitled Rachel Berry Project hos TV.com (engelsk)